# 五里布依族苗族乡
五里布依族苗族乡是中华人民共和国贵州省毕节市黔西市下辖的一个民族乡。

## 行政区划
五里布依族苗族乡下辖以下村级行政区划单位：
双塘村、新法村、荒田村、金鸡村、新乐村、北海村、桐山村、化布村、中心村和石门村。